# 1921 год в театре
1921 год в театре

## События
- Наталья Сац основала «Московский театр для детей», ныне — Российский академический молодёжный театр.
- 13 ноября — в Москве спектаклем «Чудо Святого Антония» Мориса Метерлинка в постановке Евгения Вахтангова открылся новый театр — Третья студия Московского Художественного театра, впоследствии — Театр имени Вахтангова.
- 27 ноября — в Барнауле на сцене Народного дома героической драмой «Трильби» открылся Первый государственный театр, впоследствии — Алтайский краевой театр драмы имени В. М. Шукшина.

## Деятели театра

### Родились
- 2 января — Евгения Ханаева, актриса театра и кино, народная артистка СССР.
- 23 января — Валентина Ковель, советская и российская актриса театра и кино, народная артистка СССР.
- 31 января — Владислав Стржельчик, советский и российский актёр театра и кино, народный артист СССР (1974).
- 28 марта — Яоко Кайтани, японская артистка балета, хореограф, балетмейстер.
- 1 мая — Нина Николаевна Архипова, актриса театра и кино, народная артистка РСФСР (1988).
- 23 июля — Юрий Катин-Ярцев — советский актёр театра и кино.
- 14 августа — Джорджо Стрелер, итальянский театральный режиссёр.
- 18 августа — Галина Петровна Короткевич, советская и российская актриса театра и кино, народная артистка РСФСР (1974).
- 12 октября — Лариса Пашкова, советская актриса театра и кино, лауреат Сталинской премии, народная артистка РСФСР.
- 20 октября — Людмила Макарова, советская актриса театра и кино, народная артистка СССР.
- 8 декабря — Екатерина Казимирова, советская актриса театра и кино, народная артистка Молдавской ССР.
- 29 декабря — Лили Берон, болгарская артистка балета. Заслуженная артистка Болгарии. Лауреат Димитровской премии.

### Скончались
- 5 мая, Париж — Монна Дельза, французская драматическая актриса.
- 2 августа, Неаполь — Энрико Карузо, итальянский и американский оперный певец (тенор).
- 21 сентября — Джордж Футит, британский артист цирка, клоун.
- Адам Островский, польский оперный певец (бас), солист Варшавской оперы.